# Hochdeutsch
O alemão padrão (em alemão: Hochdeutsch, Standarddeutsch ou, na Suíça, Schriftdeutsch) é a denominação atribuída à variante oficial padronizada da língua alemã, utilizada nas escolas, empresas, nas mídias impressas e televisivas e entre falantes de diferentes dialetos alemães. Ele difere em níveis variados dos demais dialetos alemães no vocabulário, sintaxe e na pronúncia.
Dado o desenvolvimento do alemão padrão não se encontrar relacionado a nenhuma área geográfica ou política específica, não é possível identificar, na região da língua alemã, uma área onde o dialeto local seja idêntico à variante oficial. No entanto, a variante coloquial utilizada na região de Hanôver assemelha-se bastante ao alemão padrão.
O alemão padrão não deve ser confundido com o alto-alemão, um dos grupos nos quais se dividem os dialetos alemães (por exemplo, com baixo-alemão).
O alemão padrão é uma língua de cobertura (Dachsprache) pluricêntrica com atualmente três variedades nacionais específicas padronizadas: o alemão padrão alemão, o alemão padrão austríaco e o alemão padrão suíço.
Em relação à ortografia e pontuação, um padrão recomendado é publicado pelo Conselho de Ortografia Alemã, que representa os governos de todos os países e dependências de língua alemã majoritária e minoritária.